# Remedy (Seether)
Remedy è il secondo singolo dell'album Karma and Effect della band post-grunge Seether.

## Video musicale
Il videoclip del brano fu diretto da Dean Karr e mostra la band suonare sul ponte di una nave, che sembra essersi arenata e alcuni fan, i quali furono selezionati, tramite un concorso sul sito web della band, per apparire nell'acqua poco profonda sottostante. Inoltre, nel video viene presentato anche il cantante Shaun Morgan in veste di un malvagio imbonitore. Alla fine del video i ragazzi, che si sono seduti su una barca, nuotano in un tunnel trasformato in scheletri.

## Tracce
1. Remedy – 3:31
2. Let Me Go – 3:24
3. Remedy (Live Acoustic) – 4:07
4. Remedy (Music Video) – 3:27

## Classifica
| Classifica (2005)                    | Posizioni massime |
| ------------------------------------ | ----------------- |
| Australian Singles Chart             | 42                |
| US Billboard Hot 100                 | 70                |
| US Active Rock                       | 1                 |
| US Mainstream Rock Songs (Billboard) | 1                 |
| US Modern Rock Tracks (Billboard)    | 5                 |

## Altri media
Il singolo venne scelto dalla WWE come tema musicale per l'evento SummerSlam 2005, tenutosi il 21 agosto 2005 all'MCI Center.
Inoltre, il brano è apparso nel videogioco musicale Guitar Hero On Tour: Decades, in Test Drive Unlimited e come contenuto scaricabile del Rock Band Network.